# Novouliànovka (Txornomórske)
|  | Per a altres significats, vegeu «Novouliànovka». |

Novouliànovka (en ucraïnès i en rus: Новоульяновка) és un poble de la República Autònoma de Crimea a Ucraïna, que el 2014 tenia 239 habitants. Pertany al districte de Txornomórske.